# Полилогаритъм
Полилогаритъмът е математическа функция, дефинирана като:
{\displaystyle \operatorname {Li} _{s}(z)=\sum _{k=1}^{\infty }{z^{k} \over k^{s}}}.
Полилогаритъмът е специална функция, която само за някои частни случаи на s може да се редуцира до елементарни функции като естествен логаритъм или рационална функция. Тя е свързана с естествения логаритъм чрез зависимостта Li1 (z) = −ln(1 − z). В допълнение Lis (1) е равен на дзета-функцията на Риман ζ(s).